# Wayne Hendrickson
Wayne Arthur Hendrickson (* 25. April 1941 in Spring Valley (Wisconsin)) ist ein US-amerikanischer Biophysiker.

## Leben und Wirken
Hendrickson wuchs auf einer Farm in Wisconsin auf und studierte Physik und Biologie an der University of Wisconsin (River Falls)- Er schloss 1963 mit einem Bachelor ab und wurde 1968 an der Johns Hopkins University in Biophysik promoviert. 1969 bis 1984 arbeitete er an den US Naval Research Laboratories (NRL) in Washington, D.C. gemeinsam mit Jerome Karle. Karle hatte das Phasenproblem in der Röntgenkristallographie gelöst (wofür er den Nobelpreis erhielt), seine Lösung war aber nicht auf große Biomoleküle anwendbar, woran Hendrickson forschte. Er löste das Problem mit verschiedenen Wellenlängen aus den damals sich entwickelnden Synchrotronstrahlungsquellen (Multiwavelength anomalous diffraction, MAD und vorher single wavelength anomalous diffraction, SAD). Dort entwickelte er ebenfalls ein Prototyp-Computerprogramm PROLSQ, um aus den Röntgenbeugungsbildern die Atompositionen zu berechnen. Teile des Programms werden als Bestandteile anderer Programme noch heute verwendet.
1984 wurde er Professor für Biochemie und Molekulare Biophysik an der Columbia University und Violin Family Professor of Physiology and Cellular Biophysics. Seit 1986 forscht er dort am Howard Hughes Medical Institute (HHMI).
Er wandte die Röntgenkristallographie auf eine Vielzahl von Biomolekülen an. Seiner Gruppe gelang die Strukturaufklärung zum Beispiel von Tyrosinkinasen, die in der Signalübertragung auf die Zelle eine Rolle spielen, Wachstumsfaktoren, Atmungspigmenten bei Würmern, Chaperonen und Hormonen. Er benutzt dazu eine Synchrotronstrahlungsquelle (National Synchrotron Light Source) am Brookhaven National Laboratory, wo er die Abteilung Biologie leitet (Chief Life Scientist).
Insbesondere klärte er beim Studium des CD4-Rezeptors die Strategie des HI-Virus auf, dem Immunsystem zu entgehen, obwohl für das Ankoppeln an den CD4-Rezeptor stets ein unveränderlicher Bestandteil, das Glykoprotein gp120, beim Virus vorhanden sein muss. Dieser Teil wird vom HI-Virus aber erst kurz vor dem Ankoppeln an die T-Zelle präsentiert. Hendrickson zeigte, das die für den Umbau der Oberfläche zur Präsentation des gp120 notwendige Energie durch die Bildung des Komplexes geliefert wird, die Ankopplung also energetisch günstig ist.
Seit 2010 untersucht er Hitzeschockproteine und Serotonin-Rezeptoren.
Er ist Gründer von SGX Pharmaceuticals.

## Auszeichnungen (Auswahl)
- 1981 A. L. Patterson Award
- 1991 Fritz Lipmann Award
- 1993 Harvey Lecture
- 1995 Ehrendoktor der Universität Uppsala
- 1997 Christian B. Anfinsen Award
- 1997 Gregori-Aminoff-Preis der Königlich Schwedischen Akademie der Wissenschaften
- 1998 Alexander Hollaender Award in Biophysics
- 2003 Gairdner Foundation International Award
- 2004 Harvey-Preis

Hendrickson ist Fellow der American Academy of Arts and Sciences (seit 1992) und der National Academy of Sciences.